# Ruszajny
Ruszajny (deutsch Reuschhagen) ist ein Ort in der polnischen Woiwodschaft Ermland-Masuren. Er gehört zur Gmina Barczewo (Stadt-und-Land-Gemeinde Wartenburg in Ostpreußen) im Powiat Olsztyński (Kreis Allenstein).

## Geographische Lage
Ruszajny liegt im Westen der Woiwodschaft Ermland-Masuren, 17 Kilometer nordöstlich der Kreis- und Woiwodschaftshauptstadt Olsztyn (deutsch Allenstein).

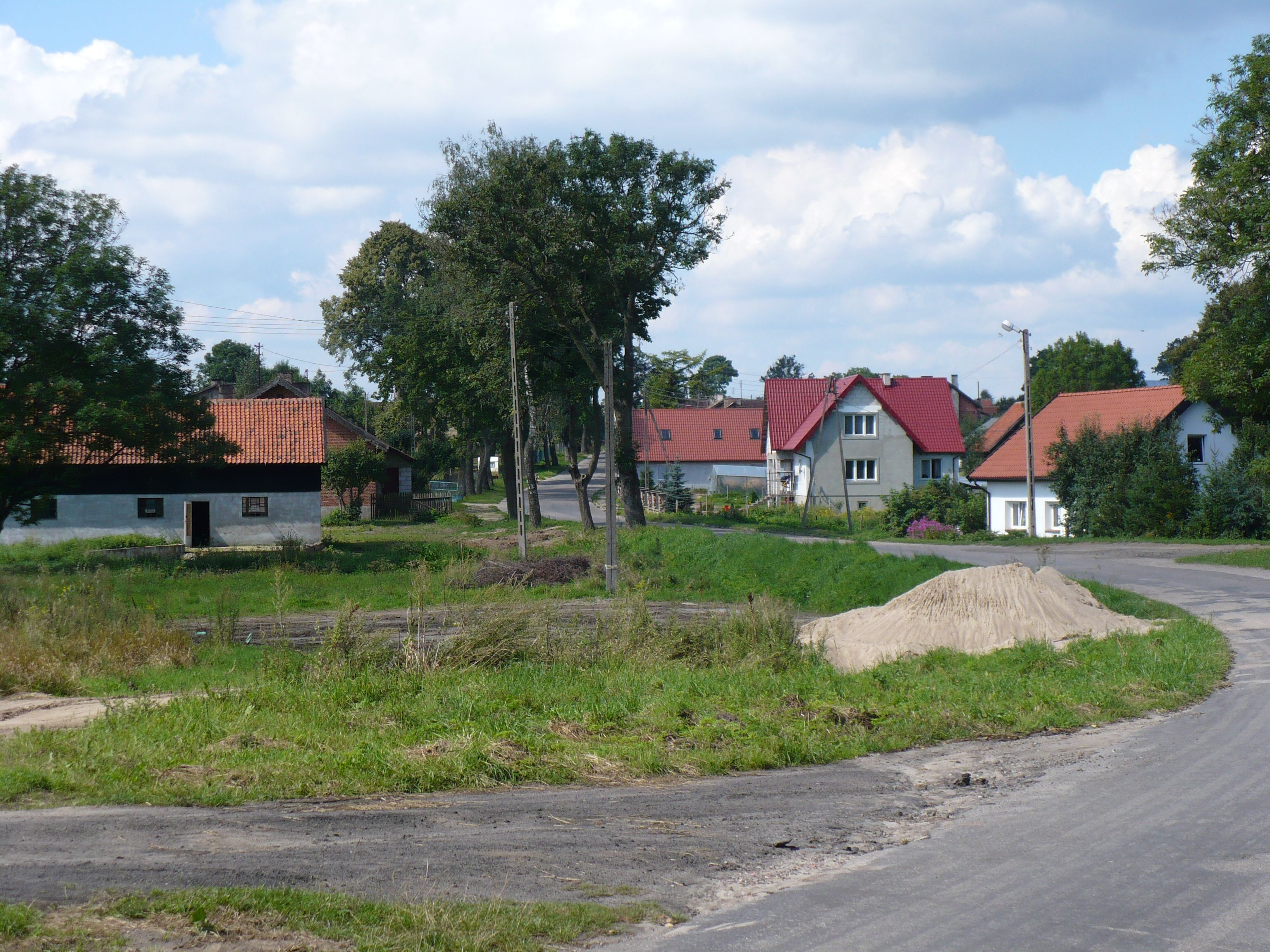
Dorfstraße in Ruczajny

## Geschichte
Im Jahre 1336 erfolgte die Ortsgründung von Russchenhain durch Heinrich von Lutter. Durch Verschreibung des Bischofs Nikolaus von Tüngen hing das Dorf am 25. Januar 1482 in den Besitz der Stadt Wartenburg über. 38 Feuerstellen gab es 1785 in Reuschhagen, und anlässlich einer Volkszählung am 3. Dezember 1861 wurden 49 Wohngebäude mit insgesamt 417 Einwohnern registriert.
Als im Jahre 1874 der Amtsbezirk Maraunen (polnisch Maruny) im ostpreußischen Kreis Allenstein errichtet wurde, wurde Reuschhagen ein Teil desselben.
Eine neuerliche Volkszählung am 1. Dezember 1905 erbrachte für das Dorf Reuschhagen 78 Wohngebäude. Zusätzlich wurden für den Wohnplatz Bahnhof Wartenburg fünf Wohngebäude bei 91 Einwohnern genannt.
Im Jahre 1910 waren in Reuschhagen 722 Einwohner gemeldet. Ihre Zahl belief sich im Jahre 1933 auf 704 und im Jahre 1939 auf 682.
In Kriegsfolge kam 1945 das gesamte südliche Ostpreußen zu Polen. Reuschhagen erhielt die polnische Namensform „Ruszajny“ und ist heute Sitz eines Sołectwo („Schulzenamt“), in das auch die Nachbarorte Barczewski Dwór (Klein Wartenburg) und Czerwony Bór (Rothwalde) einbezogen sind. Ruszajny bildet eine Ortschaft innerhalb der Stadt-und-Land-Gemeinde Barczewo (Wartenburg i. Ostpr.) im Powiat Olsztyński (Kreis Allenstein), zwischen 1975 und 1998 der Woiwodschaft Olsztyn, seither der Woiwodschaft Ermland-Masuren zugehörig. Im Jahre 2011 zählte Ruszajny 544 Einwohner.

## Kirche
Bis 1945 war Reuschhagen in die evangelische Kirche Wartenburg (Ostpreußen) (polnisch Barczewo) in der Kirchenprovinz Ostpreußen der Kirche der Altpreußischen Union, außerdem in die römisch-katholische St.-Anna-Kirche Wartenburg eingepfarrt.
Wie vorher Reuschhagen ist auch jetzt Ruszajny der römisch-katholischen Pfarrei in Barczewo, jetzt im Erzbistum Ermland liegend, zugeordnet. Die evangelischen Einwohner gehören nun zur Christus-Erlöser-Kirche Olsztyn (Allenstein) in der Diözese Masuren der Evangelisch-Augsburgischen Kirche in Polen.

## Verkehr
Ruszajny liegt an der verkehrsreichen polnischen Landesstraße 16 (ehemalige deutsche Reichsstraße 127), die von Grudziądz (Graudenz) in der Woiwodschaft Pommern kommend die Woiwodschaft Ermland-Masuren in West-Ost-Richtung durchzieht und bis zur polnisch-litauischen Staatsgrenze führt. Sie wird zurzeit als Schnellstraße ausgebaut.
Die nächste Bahnstation ist die Stadt Barczewo (Wartenburg i. Ostpr.). Sie liegt an der PKP-Linie 353: Posen–Toruń–Olsztyn–Skandawa (–Tschernjachowsk), die ursprünglich bis nach Tschernjachowsk (Insterburg) in der heutigen russischen Oblast Kaliningrad führte. Bis 1945 gehörte der Bahnhof Wartenburg als Wohnplatz zur Gemeinde Reuschhagen.